# میشل گولیاش
میشل گولیاش (مجاری: Michelle Gulyás؛ زادهٔ ۲۴ اکتبر ۲۰۰۰) ورزشکار زن پنج‌گانه مدرن اهل مجارستان است.
وی در مسابقات کشوری و بین‌المللی در مجموع برندهٔ ۱ مدال نقره شده‌است.